# Rue Sainte-Anne-en-la-Cité
Pour les articles homonymes, voir Rue Sainte-Anne.

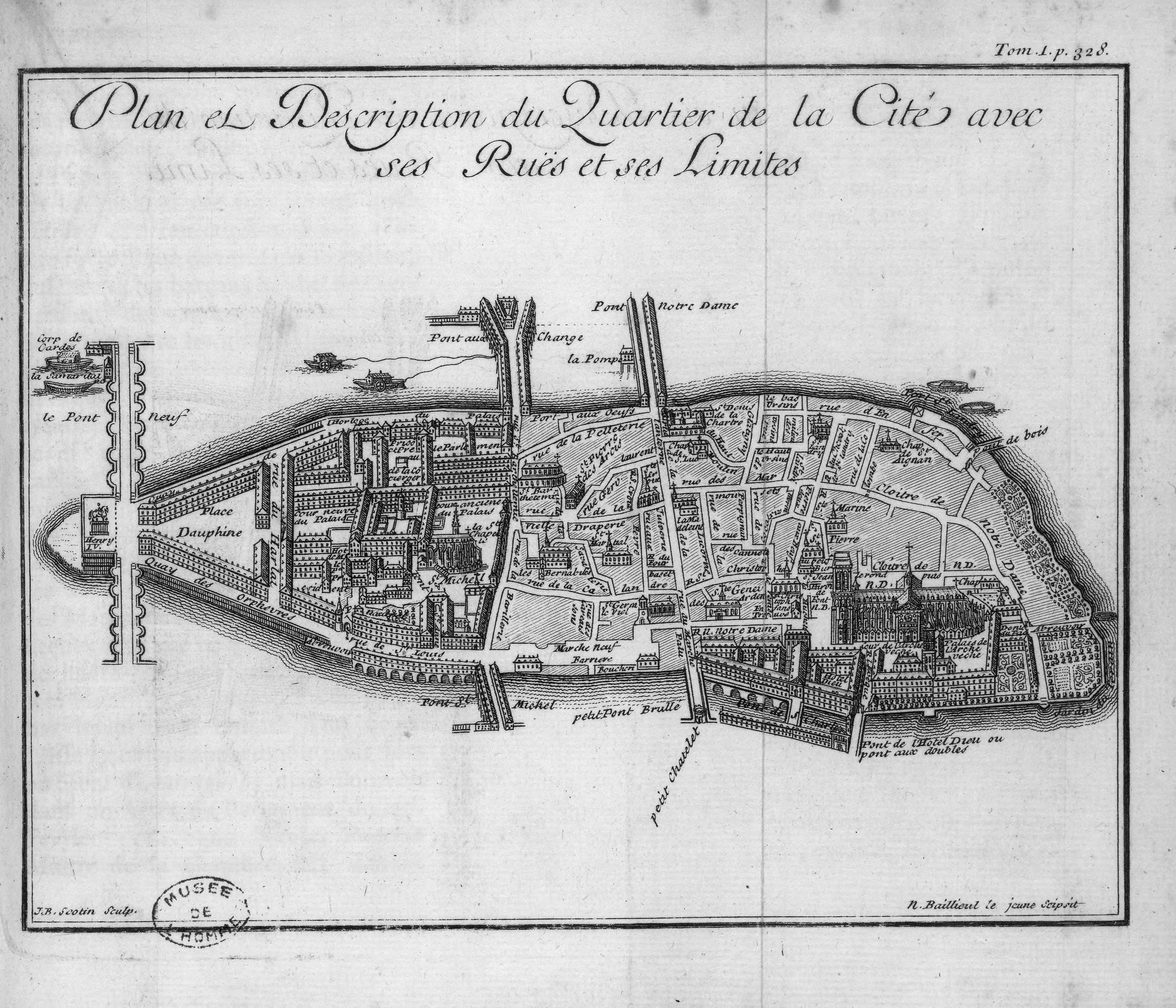
Plan du quartier de la Cité, avec ses rues et ses limites, par Jean-Baptiste Scotin (1678-17..).

La rue Sainte-Anne-en-la-Cité ou rue Sainte-Anne-au-Palais, également appelée rue Boileau puis rue Mathieu-Molé, est une ancienne rue de Paris. Elle était située quartier de la Cité, sur l'île de la Cité et a disparu au début du XXe siècle lors de la reconstruction du palais de justice de Paris.

## Situation
Cette rue commence à l'origine rue Saint-Louis, voie absorbée par le quai des Orfèvres en 1810, et finit dans la cour de la Sainte-Chapelle,.

## Origine du nom
Selon Henri Sauval, la rue est nommée en l'honneur de la reine Anne d'Autriche.

## Historique

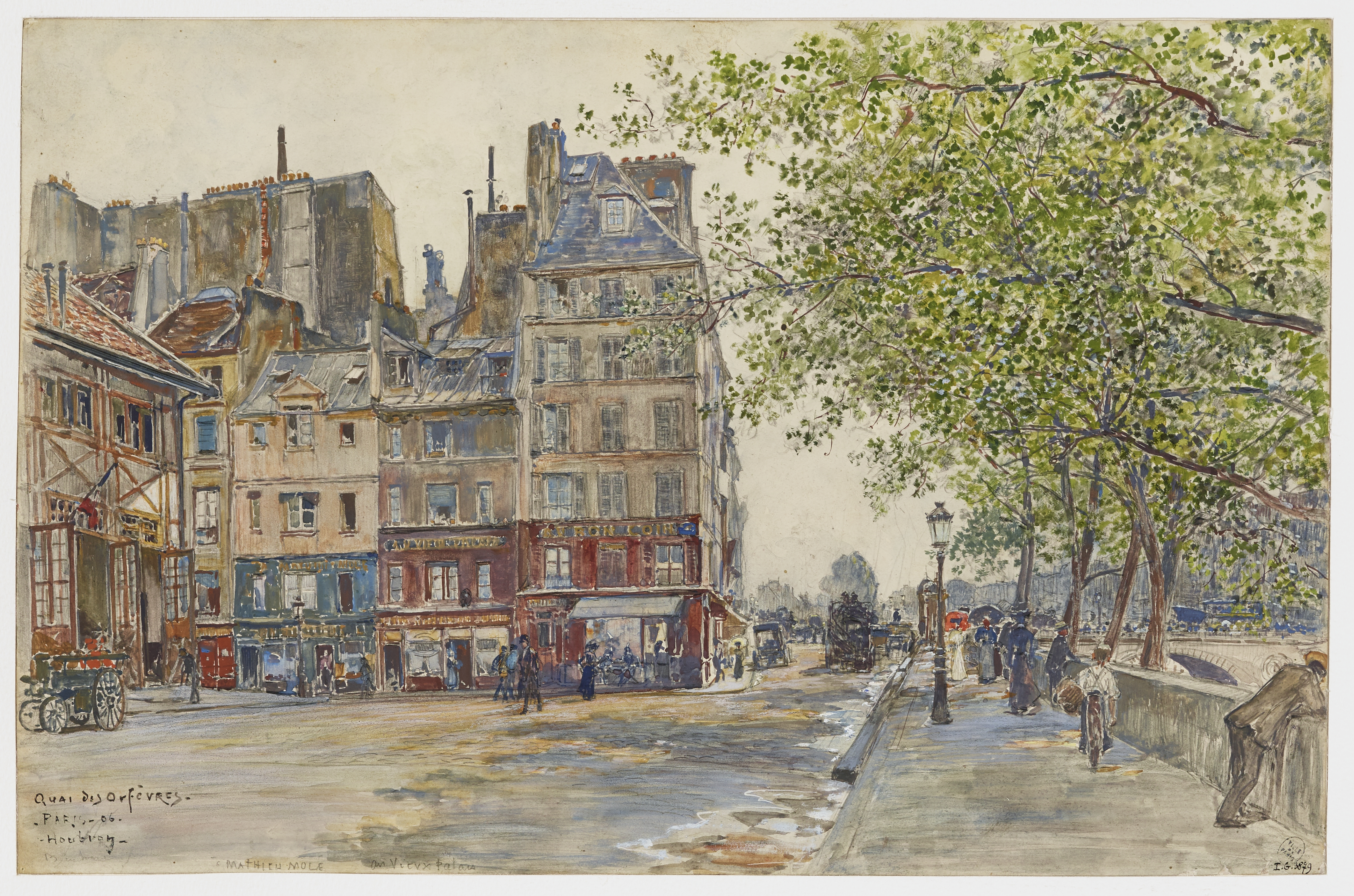
Le quai des Orfèvres et la rue Mathieu-Molé en 1906 avant la démolition de cet ilot.

En 1630, le roi confirme un brevet du 25 juin 1624 qui prescrit l'ouverture d'une rue nouvelle à travers l'enclos du palais de la Cité pour desservir le palais. Deux maisons doivent être détruites pour percer cette rue et un pavillon doit être construit à leur emplacement du côté de la cour de la Sainte-Chapelle. La rue passe sous l'arcade du pavillon.
Elle est citée sous le nom de rue Sainte Anne dans un manuscrit de 1636.
En 1702, la rue, qui fait partie du quartier de la Cité, possède 11 maisons et 2 lanternes.
En 1840, une ordonnance royale officialise le projet de plan d’agrandissement et d’isolement du palais de justice. Elle prévoit l'ouverture d'une nouvelle rue de 15 m de large le long du bâtiment sud à construire. La largeur de cette rue est ramenée à 11,40 m en 1846. La construction du nouveau bâtiment et le percement de cette voie, dénommée rue de la Sainte-Chapelle, entraînent la disparition de la partie nord de la rue Sainte-Anne. 
En 1850, la commission municipale de la ville de Paris demande que la rue Sainte-Anne soit renommée rue Boileau. Le changement de nom officiel de la rue a lieu en 1851.
En 1863, la rue Boileau, qui faisait autrefois partie de la commune d'Auteuil (rattachée à Paris par la loi du 16 juin 1859), est officiellement incluse dans la voirie parisienne. Il existe donc deux rues Boileau à Paris jusqu'en 1877, année où la rue du 1er arrondissement est renommée rue Mathieu-Molé,.
Toutes les maisons du quadrilatère délimité par le boulevard du Palais, la rue de la Sainte-Chapelle, la rue Mathieu-Molé (anciennement rue Sainte-Anne) et le quai des Orfèvres sont démolies en 1907 pour permettre la construction d'une nouvelle aile du palais de justice par Albert Tournaire,.